# Новобизякинское сельское поселение
Новобизякинское се́льское поселе́ние — муниципальное образование в Агрызском районе Татарстана Российской Федерации.
Административный центр — село Янга-Аул.

## История
Статус и границы сельского поселения установлены Законом Республики Татарстан от 31 января 2005 года № 14-ЗРТ «Об установлении границ территорий и статусе муниципального образования "Агрызский муниципальный район" и муниципальных образований в его составе».

## Население
| 2010 | 2011 | 2012 | 2013 | 2014 | 2015 | 2016 |
| ---- | ---- | ---- | ---- | ---- | ---- | ---- |
| 508  | ↘507 | ↘492 | ↘477 | ↗485 | ↘482 | ↘465 |
| 2017 | 2018 | 2019 | 2020 |      |      |      |
| ↘436 | ↗437 | ↘429 | ↗432 |      |      |      |

## Состав сельского поселения
| № | Населённый пункт | Тип населённого пункта       | Население |
| - | ---------------- | ---------------------------- | --------- |
| 1 | Варклед-Аул      | посёлок                      |           |
| 2 | Вольный Труд     | посёлок                      |           |
| 3 | Новоникольский   | посёлок                      |           |
| 4 | Новые Бизяки     | деревня                      |           |
| 5 | Староникольский  | посёлок                      |           |
| 6 | Янга-Аул         | село, административный центр |           |